# Émilien-romagnol
L'émilien-romagnol (endonyme : emiliàn-rumagnòl) est un groupe de dialectes du groupe des parlers gallo-italiques parlé en Italie septentrionale et à Saint-Marin. La langue, reconnue comme appartenant aux langues minoritaires européennes depuis 1981 (Rapport 4745 du Conseil de l'Europe), est en outre recensée par l'UNESCO (Red book on endangered languages) comme langue méritant de recevoir une tutelle.

## Origine
Cette langue fait partie des langues romanes de l'Italie septentrionale.
On distingue notamment :
- la langue romagnole, parlé en Romagne dans les provinces de (Forlì-Cesena, Ravenne et Rimini), ainsi que dans la République de Saint-Marin ;
- la langue émilienne, parlé en Émilie, dans les provinces de (Plaisance, Parme, Reggio d'Émilie, Modène, Bologne et Ferrare), ainsi qu'en Toscane (Province de Massa et Carrare).
- le gallo-picène, parlé dans le nord des Marches  dans la Province de Pesaro et d'Urbino. Sa classification dans un groupe différent de romagnol reste un sujet de débat.

La différenciation majeure entre les deux principaux dialectes s'est produite au cours du haut Moyen Âge, à l'époque de la domination byzantine en Romagne et de la domination lombarde en Émilie.
Probablement à cause de la division politique, les diphtongues gallo-romanes des voyelles [ĕ] et [ŏ] latines ne se sont pas étendues à la zone romagnole.
Par la suite, avec la diminution de la domination byzantine et avec la réduction des diphtongues dans les dialectes gallo-romans, les différences s'aplanirent en partie et donnèrent lieu à des résultats vocaux différents.